# Zane Kaluma
Zane Kaluma (3 de diciembre de 2004) es una deportista letona que compite en luge. Ganó tres medallas en el Campeonato Mundial de Luge de 2024, plata en las pruebas de doble y doble (velocidad) y bronce por equipo.

## Palmarés internacional
| Campeonato Mundial | Campeonato Mundial   | Campeonato Mundial | Campeonato Mundial |
| Año                | Lugar                | Medalla            | Prueba             |
| ------------------ | -------------------- | ------------------ | ------------------ |
| 2024               | Altenberg (Alemania) | Medalla de plata   | Doble              |
| 2024               | Altenberg (Alemania) | Medalla de plata   | Doble (velocidad)  |
| 2024               | Altenberg (Alemania) | Medalla de bronce  | Equipo             |